# 洛格兰村 (科罗拉多州)
洛格兰村（英語：Log Lane Village），是美国科罗拉多州摩根县下属的一座城市。建市于1956年6月12日，面积大约为0.274平方英里（0.709平方公里）。根据2010年美国人口普查，该市有人口873人。2011年估计该市有人口879人，相比2010年人口增长率为0.69%。同时，论人口该市是科罗拉多州第154大城市。